# Janetia euphorbiae
Janetia euphorbiae är en svampart som beskrevs av M.B. Ellis 1976. Janetia euphorbiae ingår i släktet Janetia, divisionen sporsäcksvampar och riket svampar.   Inga underarter finns listade i Catalogue of Life.